# 満福寺 (福島県小野町)
満福寺（まんぷくじ）は、福島県田村郡小野町にある浄土宗の寺院。

## 歴史
807年（大同2年）、徳一によって開山された。その後、坂上田村麻呂が人馬の供養のために堂宇を建てたといわれている。それゆえ「家畜繁殖・守護」のご利益があるとされており、信仰を集めてきた。
当寺には、江戸時代の洋風画家亜欧堂田善の奉納絵馬が残されている。
また、境内には「昭和羅漢」というものがある。これは1985年（昭和60年）に小野町制30周年記念として、当寺に羅漢像を奉納するものである。2021年（令和3年）時点で508体が奉納されている

## 文化財
- 絵馬油彩洋人曳馬図（福島県指定重要文化財 昭和55年3月28日指定）[4]
- 東堂山鐘楼（小野町指定重要文化財 昭和50年2月26日指定）[5]

## 交通アクセス
- 小野ICより車8分。